# Knitr
knitr una herramienta para generación de informes dinámico en R. Es un paquete en el lenguaje de programación estadístico R que permite integrar R en documentos LaTeX, LyX, HTML, Markdown, AsciiDoc, y reStructuredText. El propósito de knitr es dar espacio a la reproducibilidad de investigación en R a través de Programación literaria. Está bajo la licencia GNU Licencia Pública General.
knitr está inspirado en Sweave y escrito con un diseño diferente para mejor modularidad, así que es más fácil de mantener y extender. Sweave puede ser considerado como subconjunto de knitr, pues todas las características de Sweave están disponibles en knitr. Algunas extensiones de knitr incluyen el formato R Markdown (utilizado en los informes publicados en RPubs), caching, soporte gráfico TikZ y soporte a otros lenguajes como Python, Perl, C++, Shell scripts y CoffeeScript, etc.
knitr está incluido oficialmente en el IDE RStudio, LyX, Emacs/ESSy en el IDE Arquitect para ciencia de datos.